# Hamid Skif
Hamid Skif est un écrivain, poète et journaliste algérien né à Oran le 21  mars 1951 et mort à Hambourg le 18 mars 2011.

## Biographie
De son vrai nom Mohamed Benmebkhout, Hamid Skif naît dans une famille de commerçants originaires de Bou-Saâda,  appartenant à la tribu des Houhi dont était issu l’écrivain Réda Houhou. Il est marqué dans sa jeunesse par un arrière-oncle, premier speaker francophone de Radio-Baghdad dans les années 1930 et l'un des fondateurs de  l’ « Organisation secrète » chargée par le Mouvement pour le triomphe des libertés démocratiques (MTLD) de préparer l’insurrection algérienne de 1954. 
Hamid Skif fait ses études au lycée Ibn Badis d'Oran. Il rejoint en 1968 le « Théâtre de la Mer » qui s'installe l'année suivante à Alger et se nommera l´« Action culturelle des Travailleurs » quand Kateb Yacine y intégrera son activité. En 1971 Hamid Skif fait partie, aux côtés notamment de Youcef Sebti, Abdelhamid Laghouati ou Djamel Imaziten, des poètes réunis en 1971 par Jean Sénac pour son anthologie de la jeune poésie algérienne de graphie française et anime en 1972 les soirées poétiques du « Mouggar » . Il participe à  la rédaction de l'hebdomadaire « Révolution Africaine » puis, de retour à Oran, travaille au quotidien « La République » . Il est en 1973 arrêté pour la publication d'un reportage sur les mauvais traitements infligés aux citoyens puis muté en 1974 à Alger par mesure disciplinaire pour avoir refusé la liquidation du journal. 
Hamid Skif refuse alors de prendre la direction de la revue littéraire « Promesses »  fondée par Malek Haddad et rejoint l´ONCIC (Office National du Commerce et de l´Industrie Cinématographique) qu'il quitte en 1975 sous la pression de Ahmed Taleb El Ibrahimi, ministre de l´Information et de la Culture, pour le siège de l´agence « Algérie Presse Service  à Ouargla. 
Il est en 1978 nommé responsable de l´APS à Oran et est 3e lauréat du Grand prix national du scénario avec «Une si tendre enfance» dont la télévision algérienne juge le scénario contre-révolutionnaire. La presse lui refuse simultanément la publication de nouvelles qualifiées de « dangereuses ». 
En 1979 Hamid Skif publie à Malaga (Espagne) « País de larga pena » (d'après le titre d'un poème de Mostefa Lacheraf), anthologie bilingue de poésie algérienne réalisée en collaboration avec Emilio Sola. L'ENAL, maison d'édition publique, refuse en 1981 de publier les Actes du colloque organisé par l'université d'Oran pour le vingtième anniversaire de la mort de Mouloud Feraoun sous prétexte que sa communication est «hors de saison». Hamid Skif participe activement, à cette époque,  à l´animation de la vie culturelle oranaise aux côtés du sociologue Abdelkader Djeghloul.
Hamid Skif s'installe en 1984 à Tipaza.Il quitte en 1990 l´APS pour fonder l´hebdomadaire économique « Perspectives » mais se heurte à l'hostilité du gouvernement Hamrouche. Il participe en 1992  à  la création de l´ « Association des Journalistes Algériens », échappant à un attentat à la bombe dans les locaux de la « maison de presse ».  Il subit en 1993 et 1994  deux tentatives d'assassinat à Tipaza, tandis que sont tués, parmi les premiers, Tahar Djaout et Youcef Sebti. 
En 1995-1996  Hamid Skif  séjourne quatre mois au Heinrich Böll Haus et s'installe en 1997 à Hambourg en « transit temporaire » selon ses mots, animant des lectures et des conférences en Allemagne, en Autriche et en France. Il reçoit une bourse du Pen Club allemand dans le cadre du programme « Écrivains en exil». Publiant régulièrement romans et poèmes, il prépare un livre sur le peintre Abdelkader Guermaz qu'il a connu dans son enfance.

## Éléments de bibliographie

### Poèmes
- Poèmes d’El Asnam et d’autres lieux, CDSH, Oran, 1982 ; ENAL, Alger, 1986  (133 p)
- Poèmes de l'adieu,  Éditions Autres Temps, Marseille, 1997  (88 p.)  (ISBN 2-911873-30-0)
- Les Exilés du matin suivis de Lettres d’absence, Éditions Apic, Alger, 2006;  trad. allemande

### Nouvelles et Romans
- Nouvelles de la maison du silence, CDSH, Oran, 1984; ENAL, Alger, 1986 (103 p.)
- Citrouille fêlée dit Amar fils de mulet, site internet des éditions « 00h00.com » 1999 (136 p.)  (ISBN 2-7454-0135-1)
- La Princesse et le clown,Paris, Edition zéro heure, 1999 (122 p.)  (ISBN 2-7454-0281-1)
- Monsieur le président, site internet des éditions « 00h00.com », 2002 (162 p.)  (ISBN 978-9961-906-31-6) (Prix de la ville de Heidelberg); Dar El Hikma, Alger.
- La Géographie du danger, Editions Naïve, Paris, 2006 (112 p.)  (ISBN 2-35021-033-2) (Prix de l'association des écrivains de langue française); traduction italienne, La Paura, Barbera editore.
- Les escaliers du ciel, Editions APIC, Alger, 2009 (122 p.)  (ISBN 978-9961-769-45-4)

### Anthologies
- Jean Sénac, Anthologie de la nouvelle poésie algérienne, Poésie 1, n° 14, Librairie Saint-Germain-des-Prés, Paris, 1971.
- Anthologie de la littérature algérienne (1950-1987), introduction, choix, notices et commentaires de Charles Bonn, Le Livre de Poche, Paris, 1990.  (ISBN 2-253-05309-0)
- Ali El Hadj Tahar, Encyclopédie de la poésie algérienne de langue française, 1930-2008 (en deux tomes), Alger, Éditions Dalimen, 2009, 956 pages  (ISBN 978-9961-759-79-0)

### Sur Hamid Skif
- Jean Déjeux, Bibliographie méthodique et critique de la littérature algérienne de langue française 1945-1977, SNED, Alger, 1979.
- Jean Déjeux, Dictionnaire des auteurs maghrébins de langue française, Paris, Editions Karthala, 1984  (ISBN 2-86537-085-2).